# Tramea abdominalis
Tramea abdominalis – gatunek ważki z rodziny ważkowatych (Libellulidae). Występuje na terenie Ameryki Środkowej, Ameryki Północnej, Oceanii, Ameryki Południowej i Karaibów.